# Durodamus yeni
Genre
Espèce
Durodamus yeni, unique représentant du genre Durodamus, est une espèce d'araignées aranéomorphes de la famille des Nicodamidae.

## Distribution
Cette espèce est endémique d'Australie. Elle se rencontre au Queensland, au Victoria et en Australie-Méridionale.

## Description
Le mâle holotype mesure 3,40 mm et la femelle paratype 4,40 mm.

## Étymologie
Cette espèce est nommée en l'honneur d'Alan L. Yen.

## Publication originale
- Harvey, 1995 : The systematics of the spider family Nicodamidae (Araneae: Amaurobioidea). Invertebrate Taxonomy, vol. 9, no 2, p. 279-386.